# Ґронув (Лодзинське воєводство)
Ґронув (пол. Gronów) — село в Польщі, у гміні Буженін Серадзького повіту Лодзинського воєводства.
Населення — 187 осіб (2011).
У 1975-1998 роках село належало до Серадзького воєводства.

## Демографія
Демографічна структура станом на 31 березня 2011 року:
|          | Загалом | Допрацездатний вік | Працездатний вік | Постпрацездатний вік |
| -------- | ------- | ------------------ | ---------------- | -------------------- |
| Чоловіки | 87      | 15                 | 63               | 9                    |
| Жінки    | 100     | 25                 | 55               | 20                   |
| Разом    | 187     | 40                 | 118              | 29                   |